# Zabytki w Głogowie

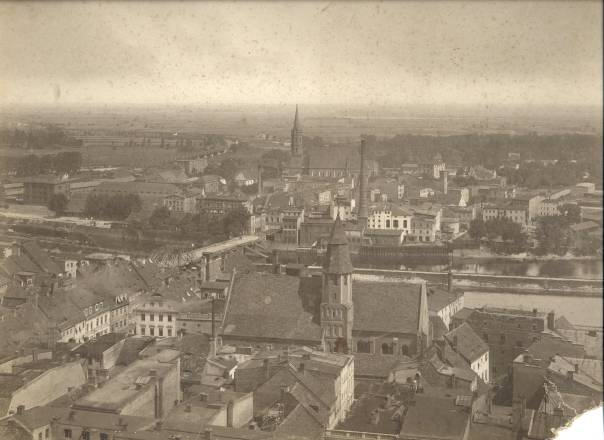
Głogów około 1915 roku

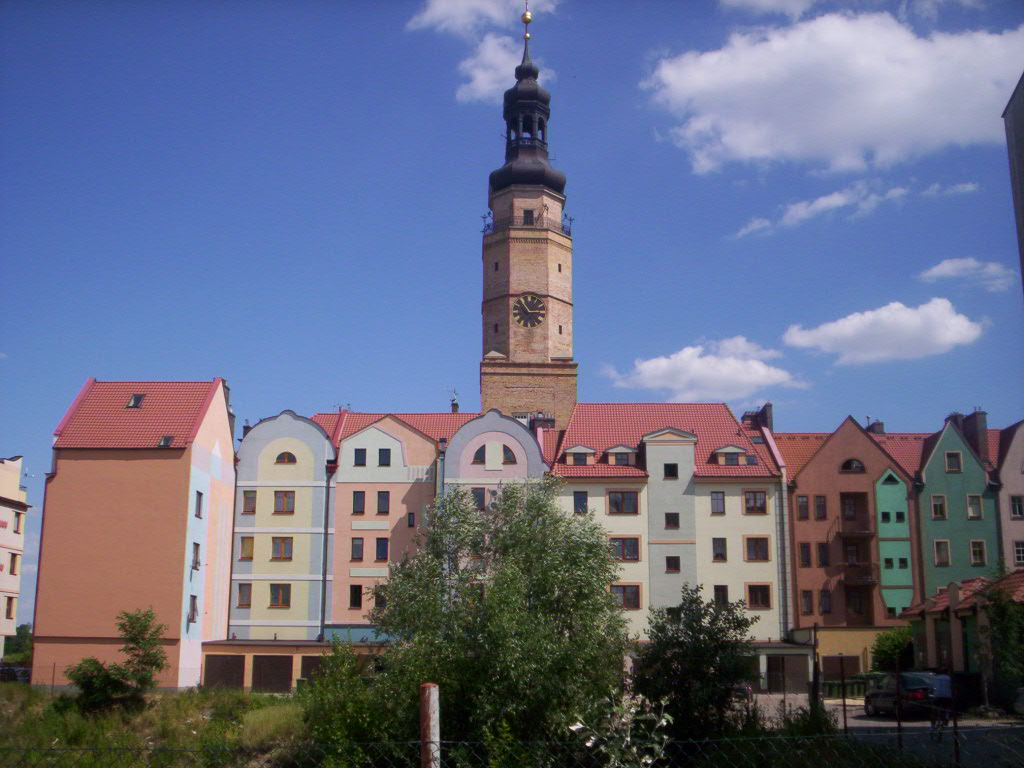
Głogów w 2005 roku (podwórze kamienic przy Rynku)

Głogów jest jednym z najstarszych miast w Polsce. Pierwotnie znajdował się tu gród plemienia Dziadoszan, później na terenie Ostrowa Tumskiego Mieszko I zbudował nowy gród. Do historii przeszła bohaterska obrona grodu przed Niemcami w 1109 roku. Spalony w roku 1157 przez Fryderyka I Barbarossę i znów odbudowany, stał się w 1180 roku stolicą księstwa głogowskiego. Lewobrzeżna osada zyskała prawa miejskie w 1253 roku. Podczas wojny trzydziestoletniej miasto stało się twierdzą, której istnienie na stulecia zahamowało rozwój miasta. Od 1740 roku Głogów znajdował się w rękach pruskiej gałęzi Hohenzollernów, w czasie wojen napoleońskich kwaterowały tu oddziały Henryka Dąbrowskiego. O burzliwej historii miasta świadczą ocalałe zabytki, z których wiele zostało odbudowanych dopiero wiele lat po II wojnie światowej, zaś część wciąż jest w ruinie. Większość z nich znajduje się na terenie głogowskiego Starego Miasta.
W wyniku trwającego prawie siedem tygodni radzieckiego oblężenia w 1945 roku, Głogów został w 95% zniszczony. Większość ulic i placów była zawalona gruzem i poprzecinana rowami. Po oczyszczeniu terenu Starego Miasta z gruzów w latach 50. XX wieku, pozostało ono niezagospodarowane, jako że nie ocalały tam żadne budynki mieszkalne. Wiele ruin rozebrano, zaś pochodzące z nich cegły zostały przeznaczone na odbudowę Warszawy. W latach 60. XX wieku uznano, że widok ruin sprawia przygnębiające wrażenie na wjeżdżających do miasta przez ulicę Brama Brzostowska, więc droga wjazdowa obsadzona została topolami.
22 maja 1967 roku podjęto decyzję o odbudowie Zamku Książąt Głogowskich (początkowo miał być trwałą ruiną), która zaczęła się w 1971 roku i zakończyła dwanaście lat później. W 1970 roku Stowarzyszenie Architektów Polskich rozpisało konkurs na projekt centrum Głogowa. Projekt, który zdobył pierwszą nagrodę przewidywał zastąpienie staromiejskiej zabudowy zespołem wieżowców, nie został on jednak zrealizowany. W 1982 roku grupa młodych legnickich architektów przedstawiła nowy projekt odbudowy Starego Miasta, zachowujący dawną siatkę ulic i nawiązujący do przedwojennej zabudowy. 30 czerwca 1983 roku plan został zatwierdzony przez prezydenta Głogowa Mariana Borawskiego. Odgruzowano ulice oraz przystąpiono do prac archeologicznych. W 2000 roku odbudowany został ratusz, zaś dwa lata później wprowadziły się do niego władze miasta. Ciągle trwa odbudowa kolegiaty Wniebowzięcia Najświętszej Maryi Panny, zaś w latach 2017-2019 odbudowano teatr im. Andreasa Gryphiusa.

## Budowle sakralne

### Kolegiata Wniebowzięcia Najświętszej Maryi Panny

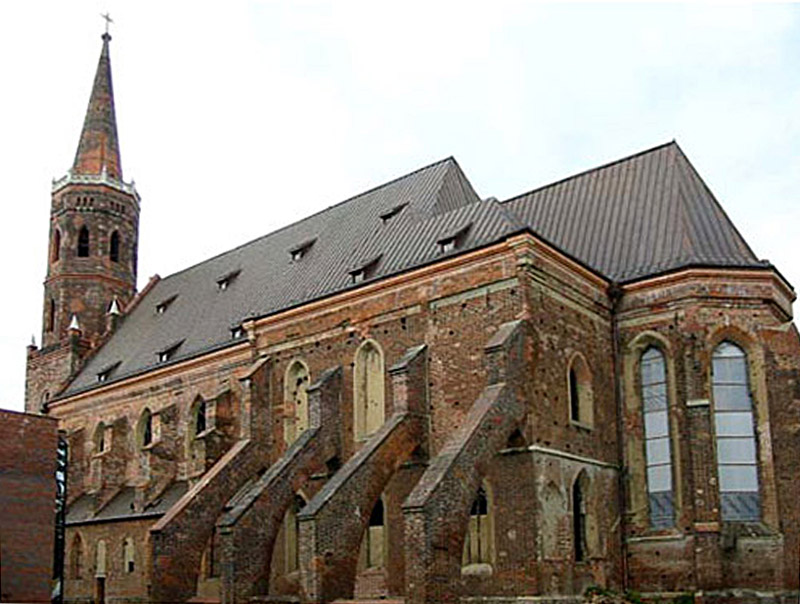
Kolegiata Wniebowzięcia Najświętszej Maryi Panny

Głogowska kolegiata wznosi się nad najstarszą dzielnicą Głogowa – Ostrowem Tumskim. W chwili obecnej jest odbudowywana po zniszczeniach II wojny światowej. Jest jedną z najstarszych świątyń Śląska. Jej początki sięgają pierwszych Piastów.
Badania archeologiczne odsłoniły we wnętrzu kolegiaty pozostałości jednonawowej kamiennej świątyni, której budowę wiąże się z okresem panowania Bolesława Krzywoustego. Świątynię tę odwiedziła m.in. św. Jadwiga Śląska. Do 1262 roku powstała późnoromańska bazylika o trzech nawach. Jej pozostałości widoczne są w murach kościelnych do dzisiaj. W latach 1413–1466 kościół został gruntownie przebudowany w kształcie, który praktycznie dotrwał do dziś. Powstała wtedy gotycka trzynawowa hala z szeregiem kaplic. W XVIII wieku nastąpiła barokizacja wnętrza. Neogotycka wieża o wysokości 75 m wybudowana została w latach 1838–1842, po zawaleniu się starszej. Jej wierzchołek zdobi pozłacany, wysoki na 5 m krzyż.
W specjalnie wybudowanej krypcie, we wnętrzu kolegiaty, obejrzeć można relikty romańskiej świątyni z XII wieku, pamiętającej obronę Głogowa w 1109 roku.
Obok Kolegiaty znajduje się Ośrodek Duszpasterstwa Chorych. Opiekę nad nim sprawują Cisi Pracownicy Krzyża.

### Kościół św. Mikołaja – ruiny

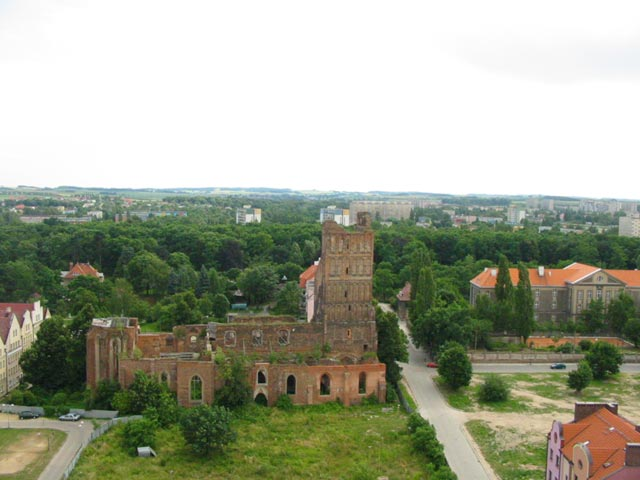
Ruiny kościoła św. Mikołaja

Kościół parafialny pod wezwaniem św. Mikołaja był najważniejszą świątynią lewobrzeżnego Głogowa. Z przeprowadzonych we wnętrzu badań archeologicznych wynika, że kościół wybudowano jeszcze w latach 30.–40. XIII wieku jako romańską bazylikę. Po wielkim pożarze miasta w 1291 roku świątynię odbudowano, jednak już w stylu gotyckim jako trójnawową bazylikę. W przeciągu XIV i XV wieku dostawiono nawy boczne i szereg kaplic. Od zachodu wznosi się monumentalna wieża, u podstawy której znajduje się gotycki portal, a w nim popiersie patrona kościoła – św. Mikołaja. Kościół został zniszczony w 1945 roku i odtąd pozostaje ruiną, poddawaną okresowo pracom zabezpieczającym.

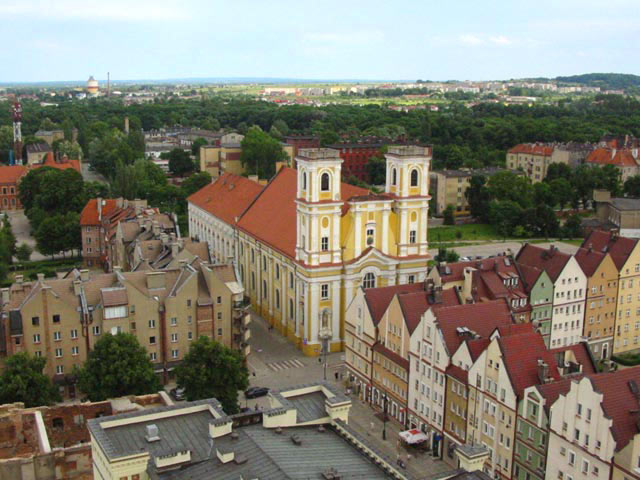
Kościół Bożego Ciała

### Kościół Bożego Ciała
Najstarsza wzmianka o kościele Bożego Ciała w Głogowie pochodzi z 1403 roku. Była to wówczas bardzo skromna kaplica. W 1420 roku została ona rozbudowana i spełniała rolę kaplicy zamkowej. W latach 1696–1702, powstał w tym miejscu kościół dla Jezuitów zbudowany według projektu architekta włoskiego Giulia Simonettiego. Po pożarze w 1711 roku świątynię odbudował wrocławski budowniczy Johann Blasius Peintner. Ostateczny wyraz architektoniczny otrzymał dopiero około 1730 roku, kiedy to A. Karinger ukończył fasadę. Mocno zniszczony w 1945 roku, odbudowany został etapami po wojnie. Niewiele zachowało się z oryginalnego wystroju wnętrza. Ołtarz i organy pochodzą z protestanckiego kościoła w Kożuchowie. Nie zachowały się przedwojenne hełmy wież. W ścianę dawnego klasztoru wmurowany pod koniec XIX wiekuu portal z kamienicy Rynek 26 autorstwa Johanna Pola z Głogowa, po 1945 roku silnie zniszczony.

### Kościół św. Piotra – lapidarium

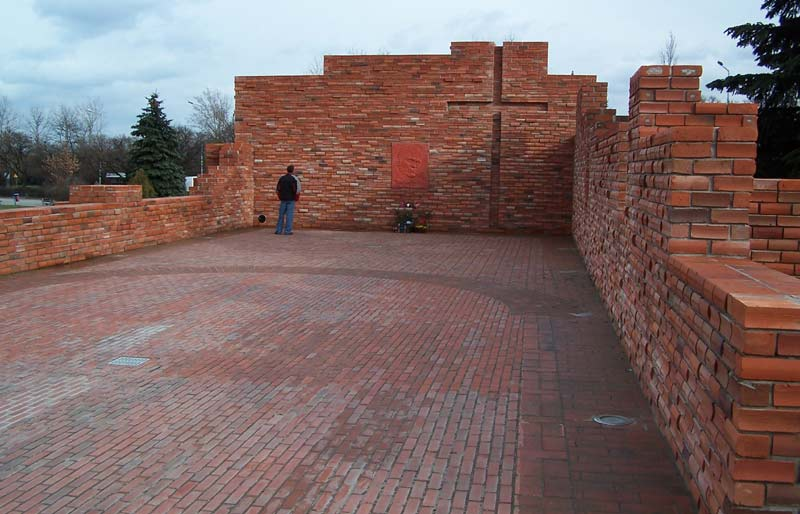
Lapidarium na miejscu kościoła św. Piotra (po przebudowie w 2006 roku)

Fundamenty romańskiej budowli znajdują się w odległości około 200 m na południe od zamku. Składają się na nie fundamenty półkolistych apsyd oraz prezbiterium.
Sam kościół powstał w końcu XII wieku jako romańska bazylika. Pełnił on rolę kościoła parafialnego lewobrzeżnej części Głogowa – osady targowej, aż do budowy kościoła pod wezwaniem św. Mikołaja. W związku z przeniesieniem parafii do innego kościoła biskup Tomasz I osadził w opustoszałym kościele św. Piotra dominikanów, jednocześnie fundując im klasztor.
Kościół służył dominikanom do sekularyzacji w 1810 roku. Budynek kościoła i klasztoru w 1789 roku uległ pożarowi a później uczyniono z niego zbrojownię i koszary saperów. Pod koniec XIX wieku budynek kościelny rozebrano.
W 2006 roku miejsce to zostało zrewitalizowane i zaadaptowane na pomnik poświęcony papieżowi Janowi Pawłowi II "Biblioteka Świętego Pielgrzyma".

### Kościół Łódź Chrystusowa – lapidarium

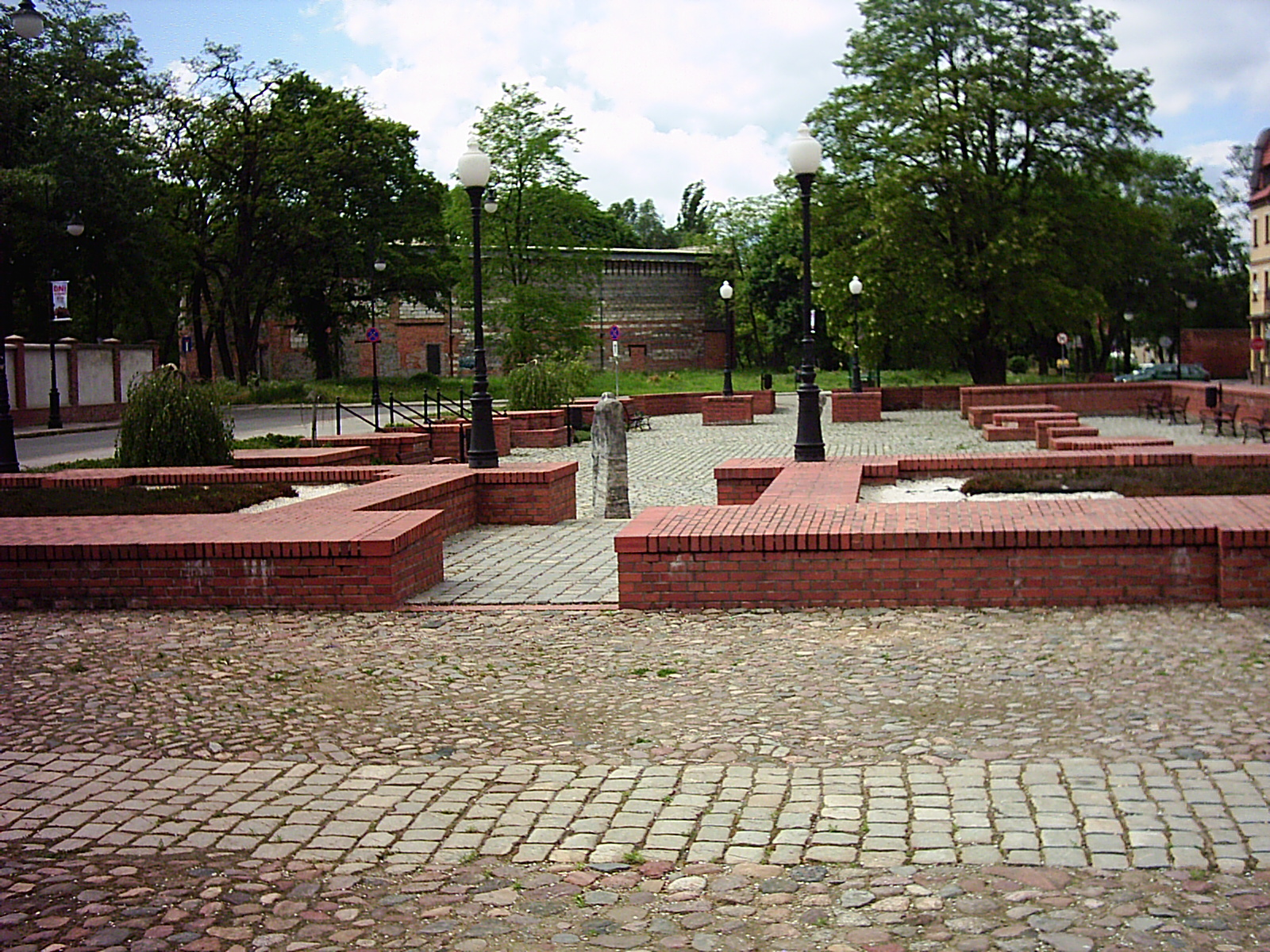
Lapidarium na miejscu kościoła Łódź Chrystusowa

Kamień węgielny pod budowę świątyni położono 29 sierpnia 1764 roku. Nastąpiło to w kilka lat po wielkim pożarze miasta w 1758 roku, który strawił ewangelicki Kościół Pokoju, znajdujący się poza murami miejskimi. Projektantem kościoła był słynny architekt Carl Gotthard Langhans (1732–1808), twórca Bramy Brandenburskiej w Berlinie.
Budowa prowadzona była przy znacznej pomocy finansowej króla Fryderyka II. Kościół poświęcono i oddano do użytku 14 lutego 1773 roku. Nadano mu nazwę "Łódź Chrystusowa". Był to budynek o rozmiarach 25 x 50 m z dwiema wieżami w części zachodniej.
W czasie oblężenia miasta w 1945 roku został zniszczony. Pozostałe ruiny wysadzono w powietrze i rozebrano w latach 60. XX wieku.

### Kościół św. Wawrzyńca

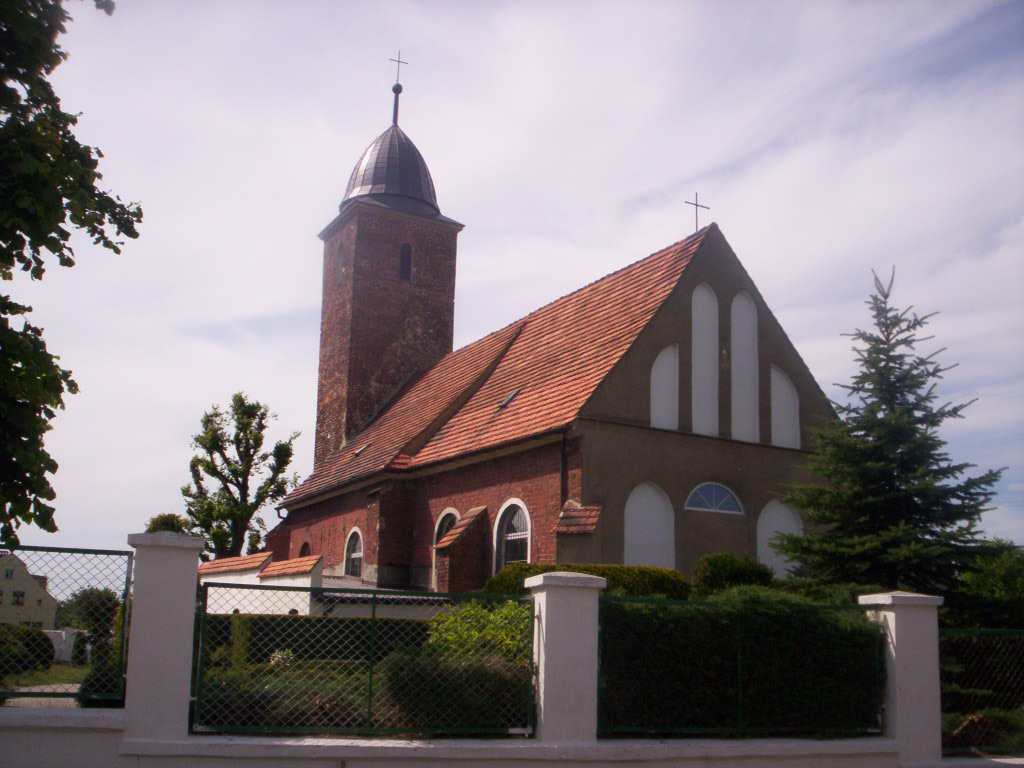
Kościół św. Wawrzyńca

Kościół św. Wawrzyńca w Brzostowie (dawniej osobna miejscowość, obecnie część Głogowa) zbudowany został około 1502 roku, na miejscu wcześniejszego. Pierwsza świątynia, wzmiankowana w 1399 roku, uległa spaleniu w połowie XV wieku. Poza nielicznymi przebudowami bryła kościoła nie zmieniła się znacząco od tego czasu.
Wyposażenie kościoła pochodzi z późniejszego okresu. Barokowy ołtarz główny trafił tu z kaplicy różańcowej kościoła dominikańskiego pod wezwaniem św. Piotra w Głogowie. Oba boczne ołtarze pochodzą z kościoła franciszkańskiego pod wezwaniem św. Stanisława. Nastąpiło to po sekularyzacji, jaka miała
miejsce w 1810 roku.
Na sklepieniach znajdują się barokowe malowidła. We wnętrzu kościoła zachowały się z czasów jego powstania dwa gotyckie portale, na których widnieje data 1502. Znajdują się one w południowej i północnej ścianie nawy głównej. Nad jednym z nich, prowadzącym do zakrystii, namalowany jest gotycki fresk przedstawiający Marię z Nazaretu.

### Synagoga – lapidarium

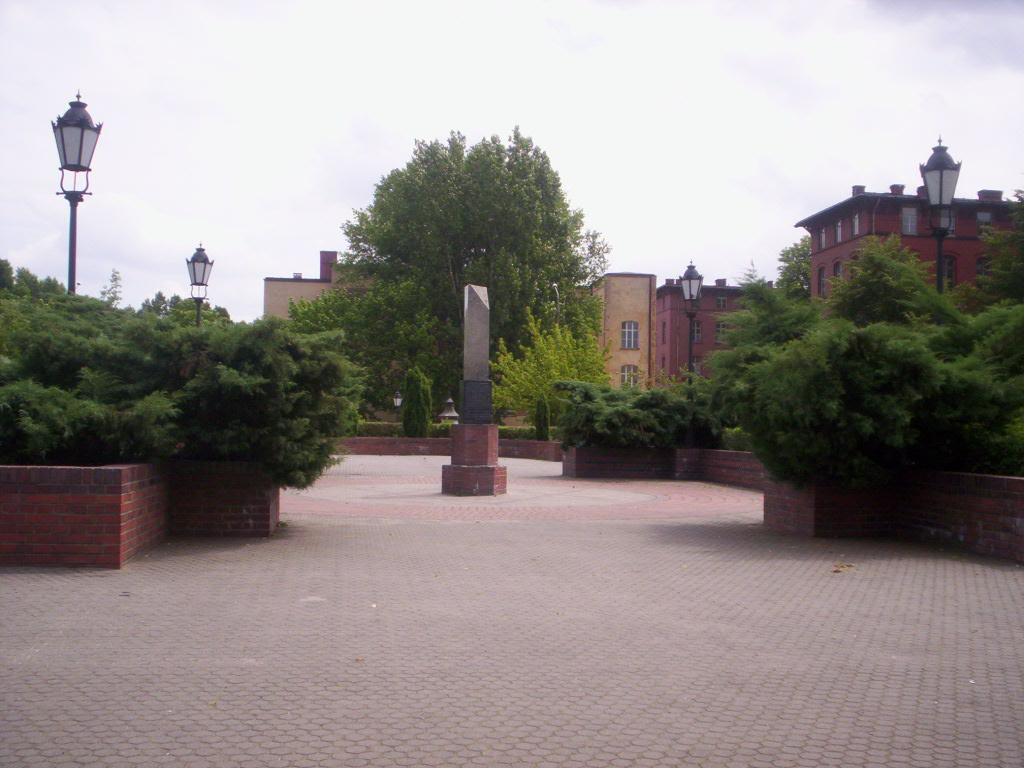
Lapidarium na miejscu synagogi

Głogowską synagogę oddano do użytku we wrześniu 1892 roku. Miała w założeniu stanowić ważną dominantę w krajobrazie miasta i świadczyć o randze tutejszej gminy żydowskiej. Głogowska synagoga mogła pomieścić 300 mężczyzn i 250 kobiet. Jej trzon stanowiła masywna i wysoka na 32 m część wieżowa, zwieńczona kopułą.
W nocy z 9 na 10 listopada 1938 roku synagogę splądrowały i spaliły bojówki hitlerowskie; następnie rozebrano ją do fundamentów. W 55. rocznicę tamtego zdarzenia odsłonięto w Głogowie pomnik poświęcony pamięci społeczności żydowskiej tego miasta. Zaprojektowany przez inż. arch. Dariusza Wojtowicza monument – miejsce pamięci tworzą: zrekonstruowany na oryginalnych fundamentach synagogi obrys jej murów oraz niewielki obelisk z inskrypcjami w językach polskim i hebrajskim.

## Fortyfikacje

### Zamek Książąt Głogowskich

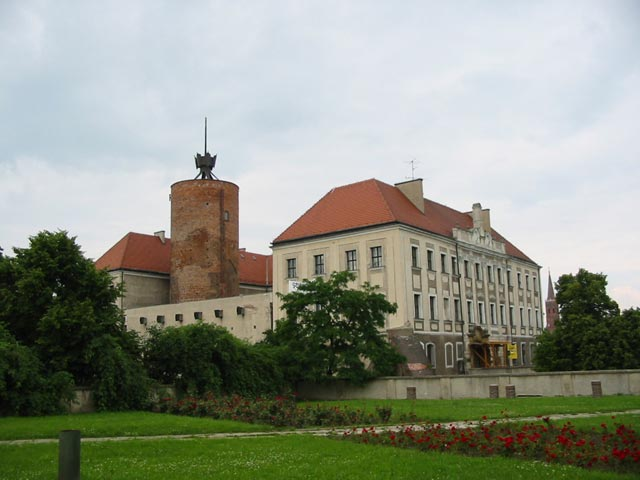
Zamek Książąt Głogowskich

W połowie XIII wieku książę Konrad I wzniósł w tym miejscu pierwszy zamek – drewnianą budowlę z murowaną wieżą, usytuowaną przy brodzie przez Odrę. Jego następca, Henryk III, zamek przebudował, włączając go w system murów obronnych, a w ciągu XIV i XV w. wybudowano trzy skrzydła. Na przełomie XV
i XVI w. rezydował tutaj królewicz Zygmunt Jagiellończyk. W XVII i XVIII wieku zamek, po kolejnych przebudowach, nabrał charakteru rezydencji
pałacowej. Od 1742 roku mieli w nim siedzibę zarządcy pruscy. Dwukrotnie w zamku zatrzymywał się Napoleon. W końcu XIX wieku większą część pomieszczeń przeznaczono na sąd królewski.
W 1945 roku gmach legł w gruzach. Odbudowany został w latach 1971–1983. Skrzydło południowe wybudowano od podstaw. W dwóch salach na parterze zachowały się sklepienia kolebkowo-krzyżowe, a w podziemiach fragmenty muru gotyckiego ze sklepieniami kolebkowymi. Cylindryczna wieża pochodzi jeszcze z połowy XIII wieku, ma 24 m wysokości, jej mury grube są na 2,7 m. Obecnie w zamku ma siedzibę Muzeum Archeologiczno – Historyczne.

### Średniowieczne mury miejskie

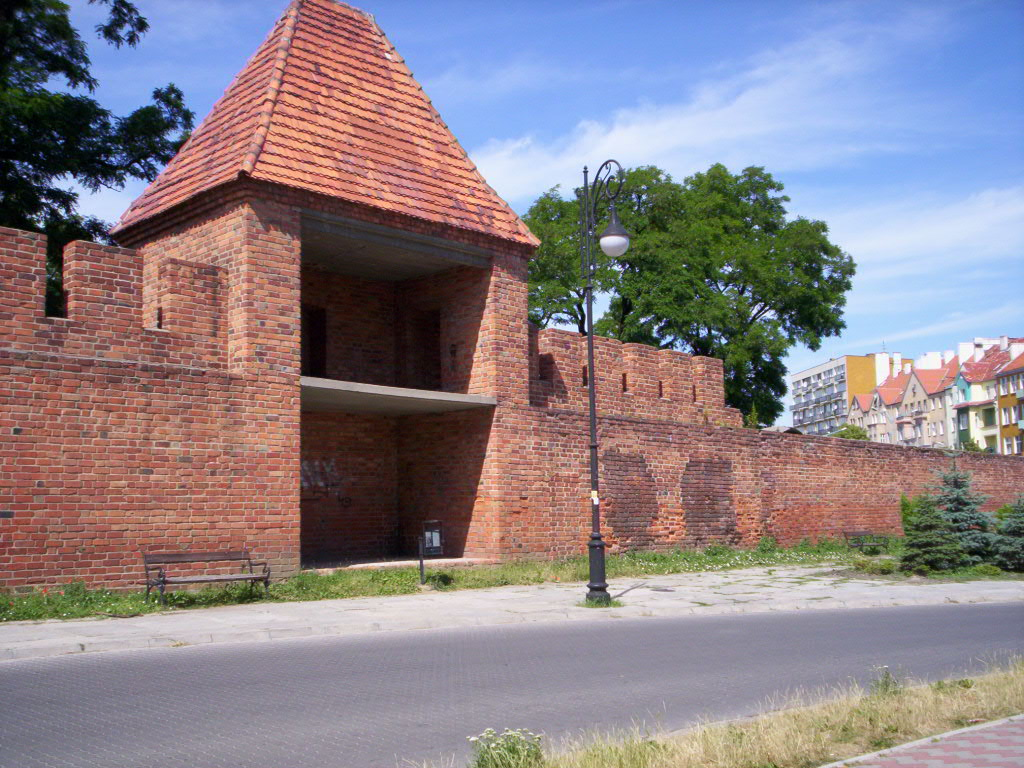
Fragment murów miejskich

Ceglane mury miejskie powstały najpóźniej w ostatniej ćwierci XIII wieku (początkowo miasto otoczone było palisadą i fosą). Zwieńczone były one blankami o wysokości 1,2 m, a ich grubość wynosiła około 1 m. Na zachowanych do dzisiaj fragmentach murów widać ślady po hurdycjach – drewnianych konstrukcjach umieszczanych na ich szczycie. Na najbardziej zagrożonych odcinkach mury obronne wzmocnione były przez baszty. Pas murów, okalający miasto, liczył około 17 baszt otwartych do wewnątrz i 9 wież. W zachowanych do dziś odcinkach murów znajdują się trzy baszty.
Na początku XV wieku dotychczasowy jeden pas murów i fosa zostały wzmocnione przez drugi mur z bastejami, niższy od poprzedniego, przystosowany do obrony artyleryjskiej. Liczył on 14 bastei – półkolistych, niskich baszt, otwartych do wewnątrz murów.
Do dziś zachowało się kilka odcinków murów obronnych, okalających niegdyś średniowieczny Głogów. Pierwszy odcinek biegnie wzdłuż ul. Zamkowej, kolejny wzdłuż ul. Starowałowej, a ostatni wzdłuż kościoła św. Mikołaja do ul. Rzeźniczej. Znaczne fragmenty murów są zrekonstruowane, jednak zachowują ocalałe średniowieczne relikty.

### Fosa miejska

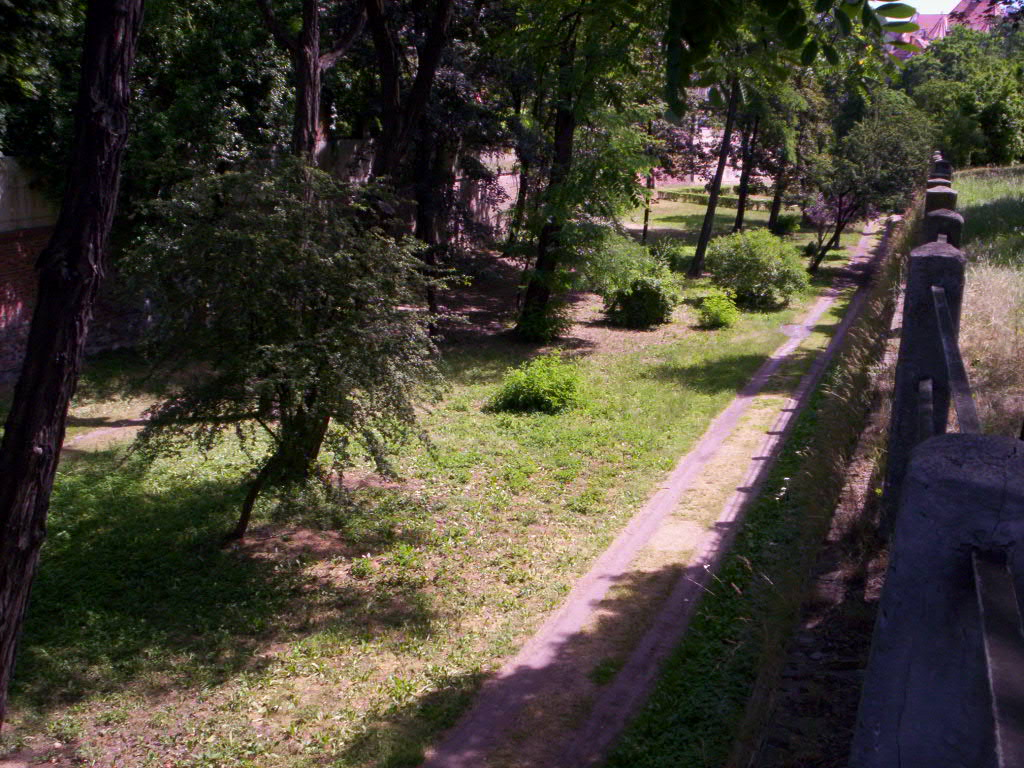
Fosa miejska

Fosa powstała w XVII wieku, podczas wojny trzydziestoletniej, kiedy to zapadła decyzja o utworzeniu z Głogowa twierdzy. Zastosowano wówczas system bastionowy, na który składało się 11 bastionów, fosa oraz wały ziemne. Z tego założenia przetrwał do naszych czasów odcinek suchej fosy wraz z dwoma bastionami "Sebastian" i "Leopold". Do jej wnętrza można wejść w dwojaki sposób: od ul. Szkolnej oraz od ul. Rzeźniczej (przy targowisku). Fosa dzisiaj ma charakter rekreacyjno – spacerowy. Po rozebraniu fortyfikacji na początku XX wieku pozostawiono istniejący fragment fosy i urządzono w nim rozarium, liczące około 2000 krzewów róż.
Twierdza Głogów była wielokrotnie przebudowywana i modernizowana. Co jakiś czas wzbogacano ją o kolejne dzieła fotyfikacyjne, stąd w samej fosie znajdują się m.in. kazamata, tunele kontrminowe, poterny oraz u wylotu fosy przy ulicy Szkolnej – zachowany odcinek podziemnego bloku koszarowego.

### Wieża artyleryjska

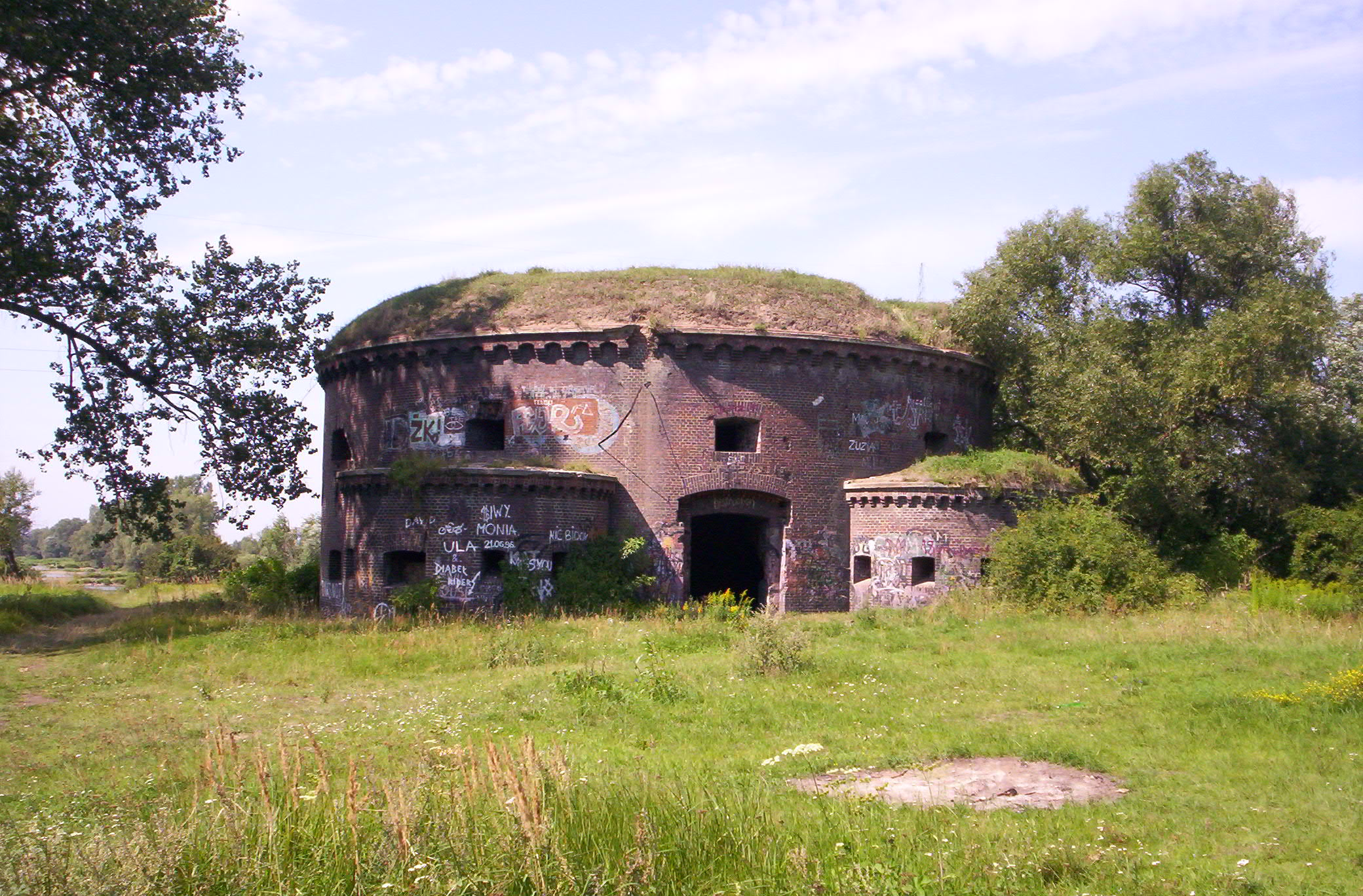
Turm Reduit

Na cyplu Ostrowa Tumskiego, na zachód od kolegiaty, u zbiegu wód Starej Odry i Odry, znajduje się okrągła ceglana budowla. Jest to wieża artyleryjska, zwana "fortem Malakoff". Wieża została wybudowana przez wojska pruskie w latach 1857–1860. Nazwano ją wówczas "Turm Reduit" (reduta – wieża). Wieża posiadała dwie naziemne kondygnacje, obecnie dzielący je strop jest zawalony. Kondygnacja naziemna posiada dwie wysunięte kaponiery (kojce) w kształcie tzw. kocich uszu. Głównym zadaniem "Turm Reduit" była obrona miasta z kierunku północnego, a także zabezpieczenie rzeki przed ewentualnym sforsowaniem.

### Fort Gwiaździsty
Fort Gwiaździsty (Fort Stern) jest jedną z najciekawszych budowli w Polsce. Powstał w latach 1747–1749, kiedy pruski król Fryderyk II Wielki po zdobyciu Głogowa rozpoczął proces umacniania i zabezpieczenia miasta przed najeźdźcą. Był on często przebudowywany. W 1832 roku fortyfikację przemianowano na Fort Stern. W jego skład wchodzi działo obronne przy dwukondygnacyjnym blokhauzie kolejowym. Były tam umieszczone stanowiska karabinowe i artyleryjskie, które miały zabezpieczyć wjazd linii kolejowej w obręb fortyfikacji.

## Inne

### Ratusz

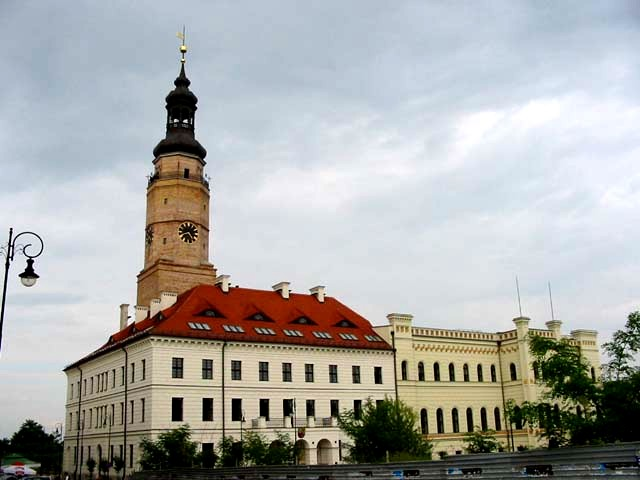
Ratusz

Początki ratusza sięgają końca XIII wieku, kiedy wybudowano wieżę – strażnicę. Właściwy kompleks ratuszowy powstał w trakcie dwóch następnych stuleci, a ostateczny wygląd otrzymał w wyniku gruntownej przebudowy w latach 1832–1835. Powstały wtedy dwa kontrastujące ze sobą skrzydła: zachodnie o cechach klasycyzmu pruskiego i wschodnie, zbudowane w modnym wówczas stylu florenckim. W czasie walk o Głogów w 1945 roku ratusz został spalony.
Decyzję o odbudowie budynku podjął Urząd Miejski w styczniu 1984 roku, zaś prace budowlane były prowadzone od maja 1984 roku. W 2000 roku na ukończeniu było zachodnie skrzydło budynku. Od 2002 roku mieści się w nim Urząd Miejski. Inwestycja przez 18 lat pochłonęła 14 milionów złotych.
W skrzydle wschodnim na parterze zachowane są cenne wnętrza, pochodzące głównie z przełomu gotyku i renesansu. Jedno z nich posiada sklepienie sieciowe – wsparte na centralnym słupie. Sąsiadująca z nią sala ozdobiona jest sklepieniem kryształowym.
Wieża o wysokości 80,35 m jest drugą najwyższą wieżą ratuszową w Polsce. Została zrekonstruowana w latach 1994–1996 na podstawie stanu z 1720 roku. Odtworzono też zegar o średnicy tarcz 3,55 m.

### Teatr im. Andreasa Gryphiusa

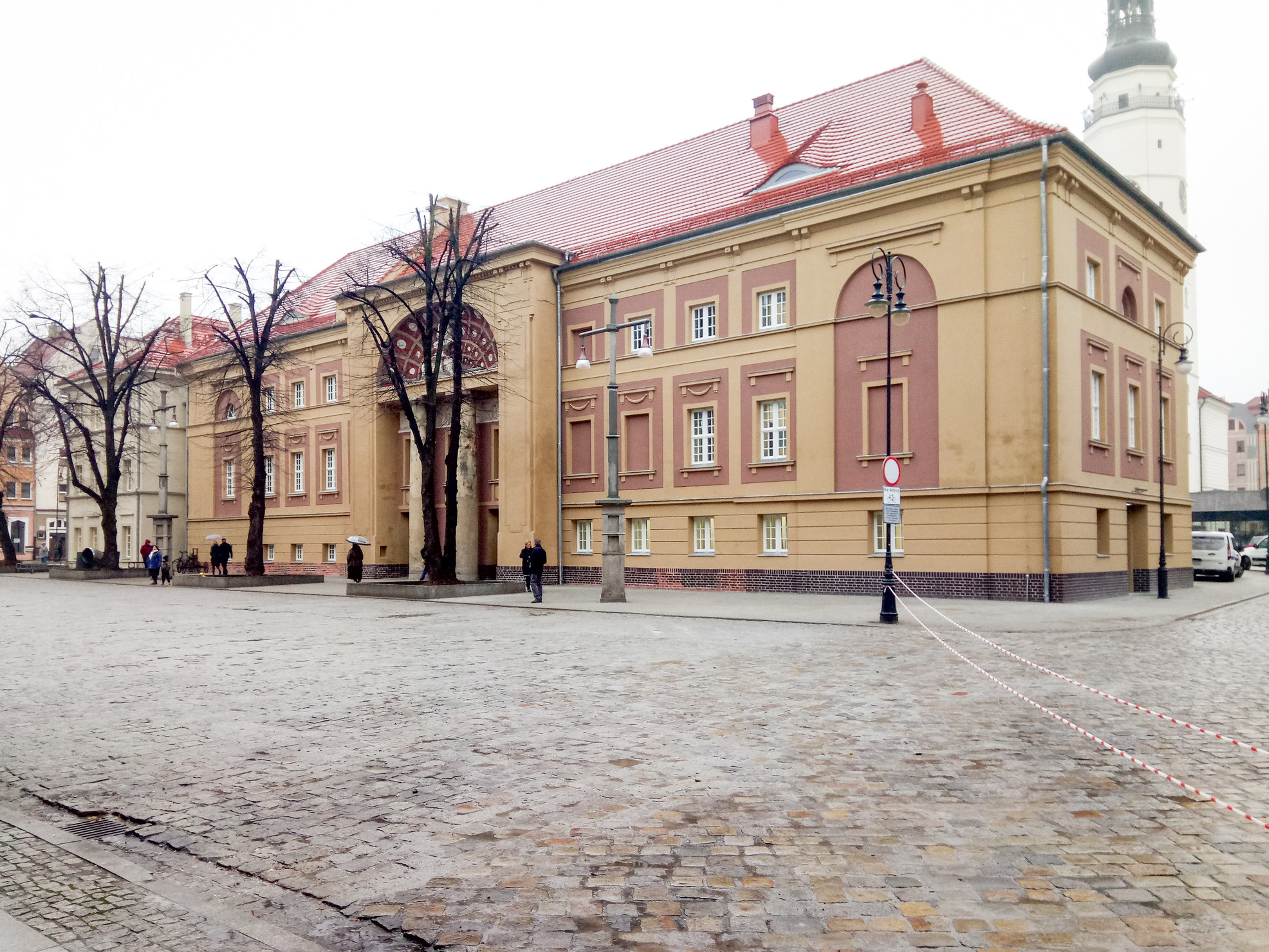
Teatr im. Andreasa Gryphiusa

Głogowski teatr im. Andreasa Gryphiusa jest najstarszym miejskim budynkiem teatralnym w Polsce. Powstał jako siedziba teatru wielodziałowego, oferującego kilka gatunków scenicznych jednocześnie. Zbudowano go na miejscu średniowiecznych ław miejskich w 1799 roku według projektu Christiana Valentina Schultzego w stylu klasycystycznym, opartym na architektonicznych wzorach z Poczdamu i Berlina. Najbardziej charakterystycznym elementem gmachu był umiejscowiony na jego fasadzie wschodniej środkowy ryzalit z wielką niszą z bogato zdobionym sklepieniem konchowym. Wewnątrz niszy znajdowały się dwie kolumny toskańskie dźwigające belkowanie, na którym w 1864 roku ustawiono popiersie Andreasa Gryphiusa.
Teatr był kilkukrotnie przebudowywany. Pierwsza przebudowa miała miejsce w 1839 roku, kiedy to m.in. usunięto strop pomiędzy pomieszczeniami na piętrze i salą teatralną powyżej, w wyniku czego powstała duża sala. Z kolei w latach 1926–1928 przeprowadzono gruntowną przebudowę gmachu, w ramach której zburzono schody zewnętrzne, a wewnątrz w miejscu loggii zbudowano żelbetowy balkon i zamontowano scenę obrotową. 
W 1945 roku teatr uległ zniszczeniu w wyniku działań związanych z II wojną światową. W późniejszych dekadach budynek pozostawał w praktycznie niezmienionym stanie ruiny. Na przestrzeni lat pojawiały się różne koncepcje jego odbudowy, jednak żadna z nich nie została zrealizowana. Ostatecznie gmach odbudowano w latach 2017-2019 z przeznaczeniem na siedzibę filii Miejskiego Ośrodka Kultury i zarazem miejsce organizowania koncertów oraz spektakli, a także konferencji. Inwestycję sfinansowano dzięki zabezpieczonej na ten cel w budżecie miasta kwocie 15 milionów złotych, a także otrzymanej przez gminę dotacji z funduszy unijnych, wynoszącej 5 milionów złotych.

### Pawilon Goethego

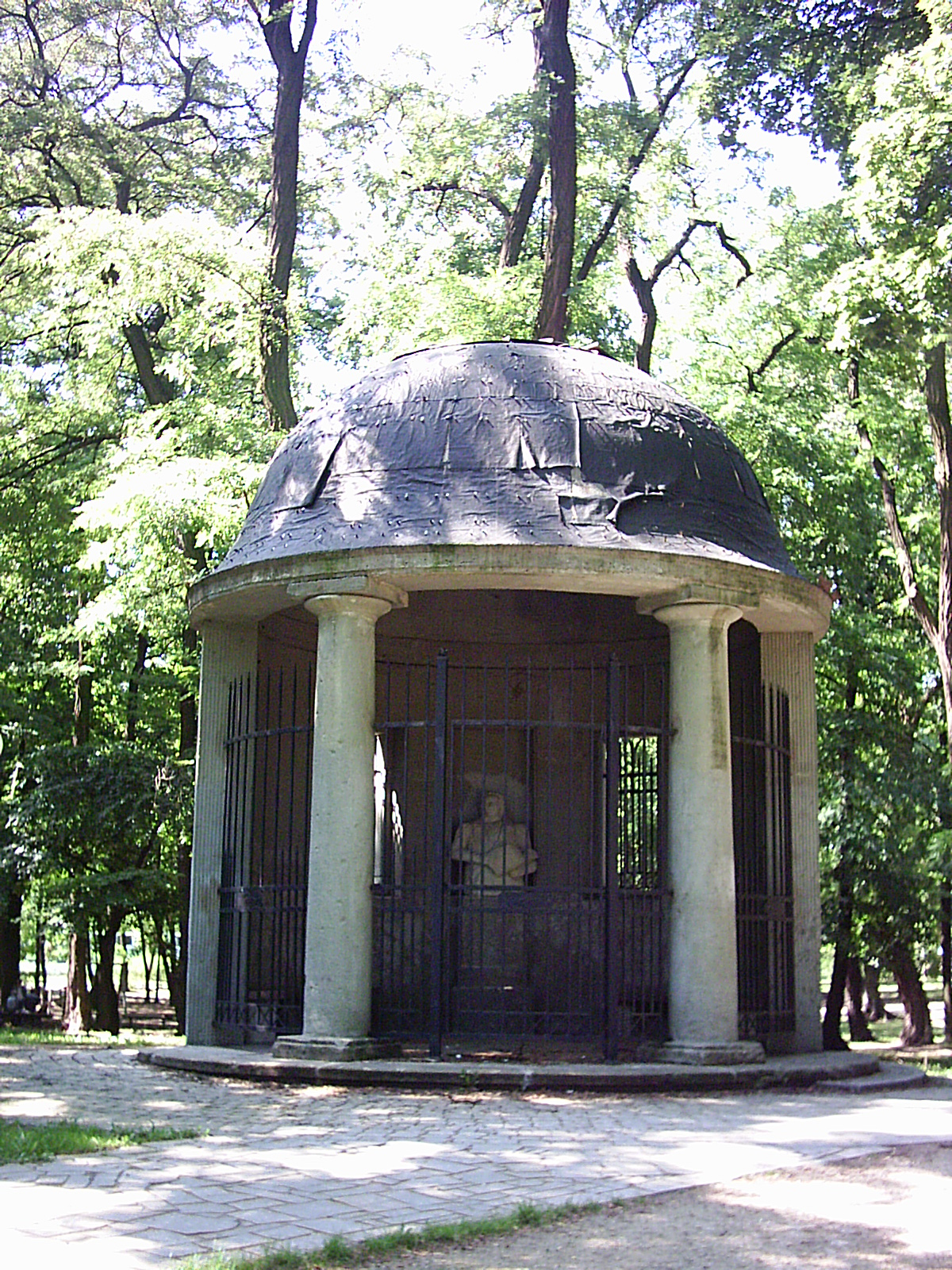
Pawilon Goethego

Pawilon Goethego w Głogowie powstał w 1910 roku na terenie miejskiej Promenady dookoła Starego Miasta. Zaprojektowany został przez architekta miejskiego Głogowa Wilhelma Wagnera. Swą formą pawilon nawiązuje do starogreckiej świątyni stojącej w świętym gaju. Ma on kształt rotundy nakrytej kopułą. Dodatkową ozdobą są dwie doryckie kolumny umieszczone od frontu. We wnętrzu stało popiersie Johanna Wolfganga von Goethego autorstwa rzeźbiarza Raucha.